# 張宗觀
張宗觀（？—？），字朗屋，山陰人，明末清初詩人。

## 生平
生平有大志，“以王霸之界自許”。其詩恢奇磊落，樂府古風更是上品。宗观见到诗人就駡: “此雕虫之徒也。”與朱士稚齊名，人稱“山陰二朗”。朱士稚曾下獄論死，因張宗觀營救而得免。清初張宗觀渡江時為盜所殺。